# 日宋貿易
日宋貿易（にっそうぼうえき）は、日本と中国の宋朝の間で行われた貿易である。10世紀から13世紀にかけて行われ、日本の時代区分では平安時代の中期から鎌倉時代の中期にあたる。
中国の唐朝に対して日本が派遣した遣唐使が停止（894年）されて以来の日中交渉である。

## 概要
遣唐使廃止後も、藤原氏と呉越とのあいだでは外交が続いていた。中国大陸が統一されていく中で呉越が北宋に吸収され、北宋との間では私貿易が継続した。次いで南宋の成立後に平氏政権が貿易を担い、鎌倉時代にも民間レベルでの交流があったが、日宋間で公的に国交を結ぶことはなかった。一連の交易によって日本には宋銭が流入し、貨幣経済の発展に至った。
貿易は朝鮮半島の高麗を含めた三国間で行われ、日本では越前国敦賀や筑前国博多が拠点となった。博多には鎌倉時代に多くの宋人が住み、国際都市となった。

## 歴史

### 平安時代
960年（日本の天徳4年）に成立した北宋は、貿易を振興する目的で各地に市舶司を設置し、日本、高麗との貿易や南海貿易を行った。日本では遣唐使停止（894年）の後大宰府の統制下で日唐貿易、鴻臚館貿易が行われた。1019年（寛仁3年）の刀伊の入寇の頃から太宰府権能の衰微が始まる。日宋間の正式の外交貿易は行われず、一般人の渡航は表向き禁止されたが、宋の商人は主に博多や薩摩坊津、越前敦賀まで来航し、私貿易が盛んに行われていた。
『宋史』日本伝（1345年編纂、10世紀頃の史伝）には次のような一文がみえる。
天聖四年十二月明州言　日本國大宰府遣人貢方物而不持本國表詔之其後亦未通朝貢南賈時有傳其物貨至中國者—宋史・卷四九一・外國伝・日本國
1126年（日本の大治元年）に発生した靖康の変、それに伴う南宋の成立は、日宋貿易にも影響を与えることになった。華中・華南の経済的発展に加えて、金の支配下に入った華北・中原から逃れてきた人々の流入に伴う南宋支配地域の急激な人口増加によって、山林の伐採に伴う森林資源の枯渇や疫病の多発などの現象が発生した。前者は南宋における寺院造営や造船、棺桶製作のための木材を周防国などの日本産木材の大量輸入でまかなうことになり、阿育王寺舎利殿の造営には東大寺再建で知られる重源が、天童寺千仏閣再建には臨済宗を日本に伝えた栄西が日本産木材を提供している。後者は南宋における漢方医学の発展を促して最新の医学知識や薬品が日本へと伝えられることになり、鎌倉時代後期のことになるが梶原性全が宋の医学書を元に『頓医抄』を編纂し、吉田兼好が『徒然草』（120段）の中で「唐の物は、薬の外に、なくとも事欠くまじ」と述べているのは、裏を返せば日宋貿易なくして日本国内の医業が成り立たなかったことを示している。
主な交易品は、日本から前述のとおり木材のほか、砂金、硫黄、刀、扇などや螺鈿・蒔絵など細工物、宋からは前述の医薬品のほか、書籍（特に仏典）、陶磁器、絹織物、香料、そして銅銭などである。

### 平氏政権と日宋貿易
越前守でもあった平忠盛は日宋貿易に着目し、後院領である肥前国神崎荘を知行して独自に交易を行い、舶来品を院に進呈して近臣として認められるようになった。平氏政権が成立すると、平氏は勢力基盤であった伊勢の産出する水銀などを輸出品に貿易を行った。
平治の乱の直前の1158年（保元3年）に平清盛は大宰大弐に就任し（赴任せず）。1166年に弟の平頼盛が慣例を破り大宰府に赴任、大宰府・博多と日宋貿易の本格的な掌握に乗り出す。貿易は平氏政権の盤石となり、平氏の栄華は頂点を極めることとなる。日本で最初の人工港を博多に築き貿易を本格化させ、寺社勢力を排除して瀬戸内海航路を掌握し、航路の整備や入港管理を行い、宋船による厳島参詣を行う。
1173年（承安3年）には摂津国福原の外港にあたる大輪田泊（現在の神戸港の一部）を拡張し、博多を素通りさせ、福原大輪田泊まで交易船が直輸した。
宋との「公式」な交易のため、宋の明州（現在の浙江省寧波市一帯）知州から方書・牒書が後白河法皇と清盛宛てに送付され、藤原永範が返書し、後白河法皇と清盛が進物した（「乾道九年始附明州綱首以方物入貢」『宋史』）。この時清盛は既に入道しており、仏門として宋の地方長官と「公式」な交易を行うが、中国（皇帝）と日本（天皇）の正式な国交および交易（すなわち朝貢貿易）ではない、とする何とも苦肉策であったが、両国の方針に沿ったものであった。ともあれ「公式」な振興策により貿易が隆盛を極めるとともに、古来の渡海制・年紀制などの律令制以来の国家による貿易統制が形骸化していく事となった（これにより鎌倉時代に至るまで大宰府権門は直接的な交易実益を喪い没落していき、名誉職としての大宰権帥としての権威付け及び有力国人が権帥、大弐への就任する形態に遷移していく）。
また一方で、宋銭の大量流入で貨幣経済が発達し物価が乱高下するようになったり、唐朝滅亡以来の異国に対する経済的混乱、社会不安などの一因ともなった。
1199年（日本の建久10年）7月、高麗と日本の商人に対し銅銭の交易が禁制とされた。

### 鎌倉時代
平氏政権が滅亡した後の鎌倉時代には、日宋間の正式な国交はなかったが、鎌倉幕府は民間貿易を認め、鎮西奉行が博多を統治して幕府からの御分唐船を派遣するようになった。貿易は南宋末期まで行われ、武士層が信仰した禅宗は北条得宗家も保護していたため、民間の渡来僧は貿易船に便乗して来日し、モンゴルによる南宋攻撃が本格化してからも往来は継続している。
南宋との経済交流は蒙古襲来（元寇）にも影響し、南宋の滅亡後も延長として元との日元貿易が行われているが、日宋貿易と比較して史料上にも乏しくなり、中国商人の日本居住が困難になっていたと考えられている。
1401年（応永8年）に日明貿易が本格的に再開されるまで私貿易が中心となり、公式の交流は南朝方の懐良親王が朝貢し、「日本国王」に冊封された記録がある。

### 国交史との関係
前述のとおり、894年に遣唐使が停止され、926年に渤海が滅び遣渤海使が廃止されて以降、日本と周辺諸国との国交は公式には途絶した。人的往来は公式には仏僧以外の往来が禁じられた。ただし太宰府への貿易統制権能の移管を含め、民間海商に多くが委ねられ、中央朝廷からの交易に対する統制は大きく緩んでいたと考えられる。また日宋・日麗貿易の隆盛と併せて、琉球弧の南島交易も隆盛し奄美・沖縄諸島の社会に質的な変化をもたらしたと考えられている（グスク時代の到来）。
周辺諸国との正式な公式な国交が再開されるのは、1401年（応永8年）に日明貿易が再開されてからである。

## 輸入・輸出品
日本へは宋銭、陶磁器や絹織物、書籍や文具、薬品、絵画などの美術品、香料や書籍などの唐物などが輸入された。日本からは銅や金銀などの鉱物や周防など西国で産した木材、日本刀などの工芸品、硫黄などが輸出された。日本に輸入された宋銭は、日本社会における貨幣利用の進展に役立ち、仏教経典の輸入は鎌倉仏教にも影響を与える。
当時の船は転覆しやすかった。そのため宋から日本に渡る際、船底に重りとして宋銭を敷き詰めた。船底に敷き詰められた宋銭を見た日本人は、貨幣の概念や利便性を再認識した。そして、宋銭が輸入され日本で流通するに至った。

## 関連文献
- 森公章「朱仁聰と周文裔・周良史 : 来日宋商人の様態と藤原道長の対外政策」（PDF）『東洋大学文学部紀要. 史学科篇』第40号、東洋大学、2014年5月、1-69頁、ISSN 03859495、NCID AN00170609、2020年8月8日閲覧。
- 大塚紀弘『日宋貿易と仏教文化』吉川弘文館　2017年　オンデマンド版　2022年　ISBN　9784642729406